# Ellie Kendrick
Ellie Kendrick (6 juni 1990) is een Britse actrice het best bekend door haar rol als Anne Frank in de BBC-miniserie uit 2009 The Diary of Anne Frank en haar rol als Meera Reed in de serie Game of Thrones.
Kendrick zei dat zij doodsbang was bij de gedachte de rol te moeten spelen van de 15-jarige Anne Frank. Ze zei dat haar benadering van het spelen van Anne Frank was het afpellen van de lagen van verafgoding en aan de personages te denken als gewone mensen. Ondank haar angst werd zij geprezen voor haar vertolking van Anne Frank. Kendrick was 17 jaar toen zij deze rol speelde.
Kendrick speelde tevens in Waking the Dead (2004), Doctors (2004), In 2 Minds (2004), Lewis (2007) en de film An Education.
In 2009 maakte zij haar debuut op het toneel als Juliet in de Globe-productie van Shakespeares Romeo and Juliet. Vanaf december 2010 speelde zij het dienstmeisje Ivy Morris in vernieuwde versie van Upstairs, Downstairs van BBC One.
Kendrick was voorheen medewerkster van het National Youth Theatre. Vanaf oktober 2009 volgde zij een studie Engels aan de Universiteit van Cambridge.

## Filmografie
- 2004 - Waking the Dead, als Young Greta
- 2004 - Doctors, als Laura
- 2006 - Prime Suspect: The Final Act, als Melanie
- 2007 - Lewis, als Megan Linn
- 2009 - The Diary of Anne Frank, als Anne Frank
- 2009 - An Education, als Tina
- 2010 - Upstairs Downstairs, als Ivy Morris
- 2012–2013 - Being Human, als Allison
- 2012 - Cheerful Weather for the Wedding, als Kitty Thatcham
- 2013–2017 - Game of Thrones, als Meera Reed
- 2013 - Chickens, als Constance
- 2013 - Misfits, als Helen
- 2016 - Native, als Eva
- 2017 – The Leveling, als Clover
- 2016 - Love is thicker than water , als Helen
- 2018 - Press (tv series), als Leona Manning-Lynd
- 2020 - McDonald & Dodds, als Elenora Crockett
- 2022 - Attachement (horror), als Leah

- Biblioteca Nacional de España: XX4930331
- Bibliothèque nationale de France: cb15902258r (data)
- Gemeinsame Normdatei: 1195496281
- International Standard Name Identifier: 0000 0001 1701 2479
- Library of Congress Control Number: no2010068831
- Nationale Bibliotheek van Israël: 987007347426305171
- SNAC: w6s21n8g
- Système universitaire de documentation: 149773374
- Virtual International Authority File: 120593986
- WorldCat: E39PBJpV38k3VdfyybC9GbQDv3